# IC 1802
IC 1802 ist eine linsenförmige Galaxie vom Hubble-Typ S0/a im Sternbild Widder nördlich der Ekliptik. Sie ist schätzungsweise 432 Millionen Lichtjahre von der Milchstraße entfernt und hat einen Durchmesser von etwa 165.000 Lj.

Im selben Himmelsareal befinden sich u. a. die Galaxien IC 1803, IC 1804, IC 1806, IC 1807.
Das Objekt von Edward Emerson Barnard entdeckt.